# Oberhoffen-lès-Wissembourg
Oberhoffen-lès-Wissembourg é uma comuna francesa na região administrativa de Grande Leste, no departamento Baixo Reno. Estende-se por uma área de 3,05 km². Em 2010 a comuna tinha 321 habitantes (densidade: 105,2 hab./km²).